# 1944 год в истории изобразительного искусства СССР
1944 год был отмечен рядом событий, оставивших заметный след в истории советского изобразительного искусства.

## События
- Выставка работ военных художников студии имени М. Грекова, посвящённая 26-й годовщине Красной Армии и Военно-Морского флота, открылась 23 февраля в Москве в Центральном Доме Красной Армии им. М.В. Фрунзе. Экспонировались работы 36 художников.

- Выставка "Героическая оборона Ленинграда" открылась 30 апреля в Ленинграде на территории Соляного Городка. В её подготовке приняли участие десятки художников. Экспонировалось в общей сложности около 10 тысяч экспонатов, в том числе 60 художественных произведений 53 авторов, среди них работы Николая Бабасюка, Андрея Бантикова, Владимира Малагиса, Матвея Манизера, Юрия Непринцева, Ярослава Николаева, Генриха Павловского, Вячеслава Пакулина, Алексея Пахомова, Виктора Прошкина, Варвары Раевской, Глеба Савинова, Василия Соколова, Николая Тимкова и других.[1]

- Выставка пейзажа открылась 1 августа в Москве в Выставочном зале Московского товарищества художников. Экспонировалось свыше 200 произведений живописи и графики 98 авторов, в том числе работы Самуила Адливанкина, Василия Бакшеева, Павла Соколова-Скаля, Евгения Кибрика, Порфирия Крылова, Павела Кузнецова, Александра Куприна, Михаила Куприянова, Евгения Лансере, Дмитрия Налбандяна, Георгия Нисского, Александра Осмеркина, Павла Радимова, Фёдора Решетникова, Ираклия Тоидзе, Константина Юона и других.[2]

- Вторая выставка художников Ленинградского фронта открылась 2 июня в Ленинграде в залах Государственного Русского музея. Экспонировалось около 750 произведений живописи, графики, скульптуры 70 авторов, среди них работы Николая Бабасюка, Андрея Бантикова, Михаила Железнова, Петра Луганского, Юрия Непринцева, Льва Орехова, Бориса Петрова, Глеба Савинова, Николая Тимкова, Александра Харшака, Анатолия Яр-Кравченко и других.

- Выставка произведений художников союзных республик, автономных республик и областей РСФСР открылась 10 июля в Москве в Государственном музее восточных культур. Экспонировалось свыше 650 произведений живописи, скульптуры, графики, театрально-декорационного и декоративно-прикладного искусства 252 авторов.[3]

- Выставка пейзажа, организованная Дирекцией выставок и панорам, открылась в Ленинграде в залах Ленинградского Союза советских художников.[4]

- Выставка портрета, организованная Дирекцией выставок и панорам, открылась в Ленинграде в помещении Ленинградского Союза советских художников.[4]

## Родились
- 23 апреля — Наталья Нестерова, профессор живописи Российской академии художеств. Награждена Государственной премией РФ (1998), премией «Триумф» (2002). Работы в ГРМ, ГТГ, музее Гуггенхайма (Нью-Йорк) и др.

## Скончались
- 18 января — Самокиш Николай Семёнович, российский советский художник-баталист и педагог, Заслуженный деятель искусств РСФСР, лауреат Сталинской премии (род. в 1860).
- 20 марта — Машков Илья Иванович, русский советский живописец круга «Бубнового валета», Заслуженный деятель искусств РСФСР (род. в 1881).
- 3 декабря — Шемякин Михаил Фёдорович, русский советский живописец и педагог (род. в 1875).
- 13 декабря — Кандинский, Василий Васильевич, русский художник-абстракционист (род. в 1866).

### Полная дата неизвестна
- Баранов-Россине Владимир Давидович (Шулим Вольф Лейб Баранов, псевдоним Даниэль Россинэ), российский живописец и график, с 1925 живший во Франции (род. в 1888).

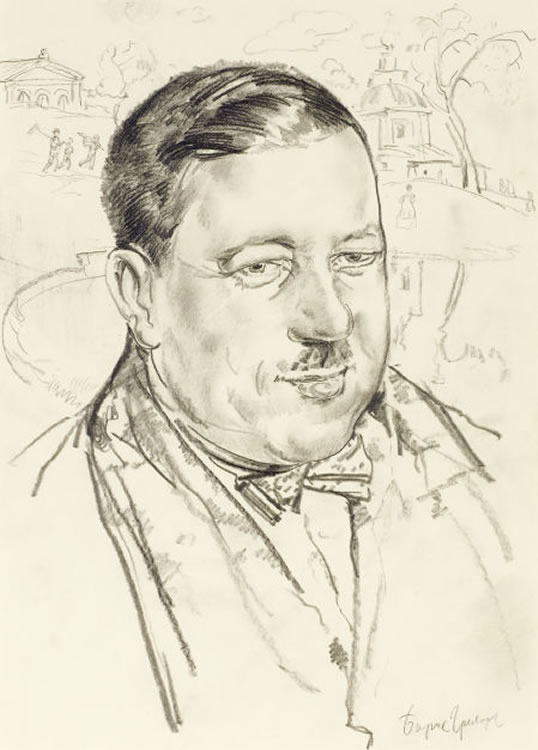
Илья Машков
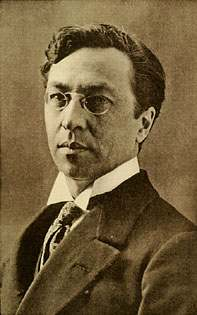
Василий Кандинский
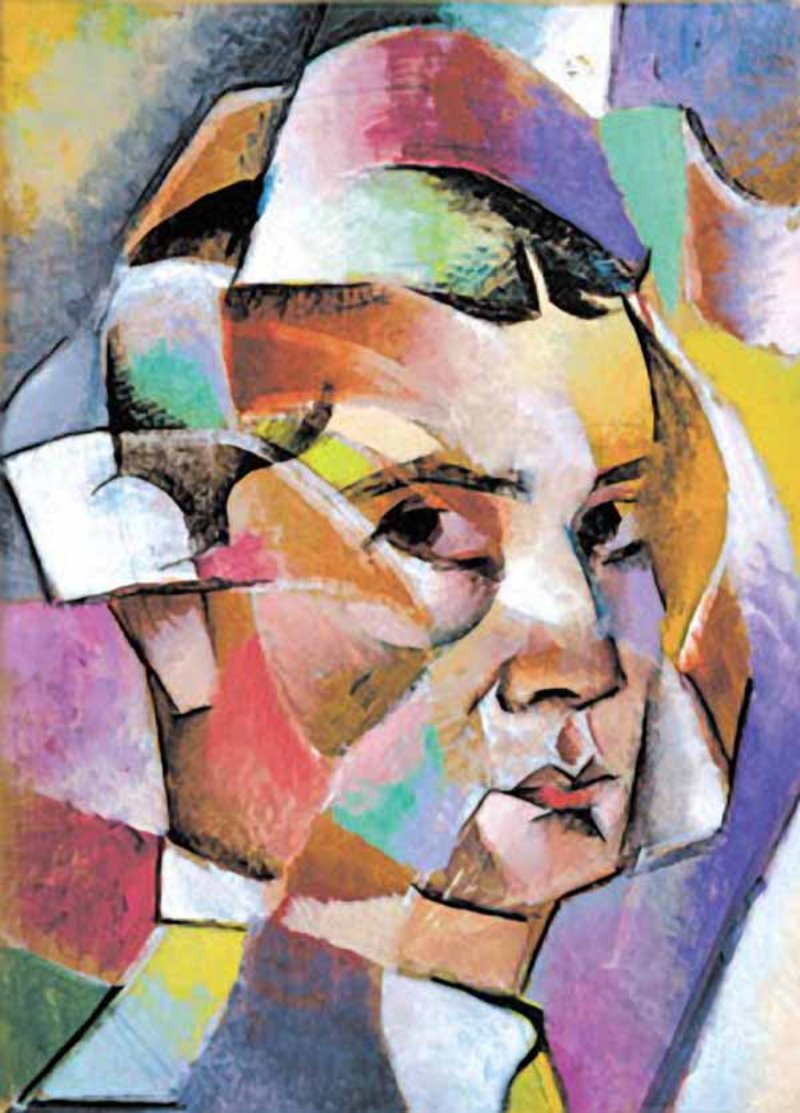
Владимир Баранов-Россине
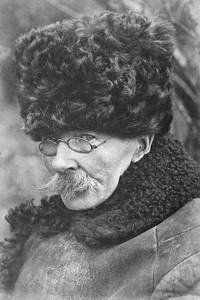
Николай Самокиш